# Köpenicker Werder
Der Köpenicker Werder ist eine Halbinsel und Waldgebiet im Berliner Ortsteil Müggelheim. Er gehört zu den Köpenicker Heiden.

## Name
Der Name der Halbinsel bezieht sich auf ihre Lage in der ehemals eigenständigen Stadt Köpenick im Amt Köpenick, beziehungsweise auf die Burg Köpenick. Zu diesem Amt gehörte der Köpenicker Werder für Jahrhunderte. Der Zweite Teil des Namens ist eine alte Bezeichnung für eine Flussinsel.

## Geographie
Der Köpenicker Werder wird im Süden durch den Seddinsee und die Große Krampe begrenzt. Die historische Feldmark von Müggelheim und die Krumme Lake bilden die westliche Grenze zu der Köpenicker Bürgerheide. Im Norden wird der Köpenicker Werder durch die Spree bei Rahnsdorf begrenzt. Im Osten bildet der Gosener Graben vom Dämeritzsee bis zum Seddinsee die natürliche Grenze. Der Seddinberg bildet mit bis zu 62 Metern die höchsten Erhebung auf dem Köpenicker Werder.

## Geschichte
Der Köpenicker Werder gehörte bereits im Mittelalter zur Burg Köpenick. Er war unbesiedelt, nur an seinem Nordrand unterhielten die Rahnsdorfer Fischer einige Hütten namens Phillips Hütten.

### Fahlenberg
Der für den Köpenicker Werder zuständige Förster lebte bereits vor 1800 im Forsthaus Fahlenberg. Das Forsthaus ist erhalten und befindet sich am Weg von Müggelheim nach Gosen am Gosener Graben. Ab den 1890er Jahren wurde der auf der Halbinsel liegende Seddinberg zur Sandgewinnung teilweise abgetragen. Seit 1915 steht der Köpenicker Werder nahezu vollständig unter dem Schutz des Dauerwaldvertrags. Ab den 1920er Jahren wurde am Ostrand des Köpenicker Werders der Gosener Kanal angelegt. Im Jahr 1934 entstand  am Forsthaus Fahlenberg die Neue Fahlenbergbrücke über den Gosener Kanal.